# Disophrys intermedia
Disophrys intermedia är en stekelart som beskrevs av Szepligeti 1914. Disophrys intermedia ingår i släktet Disophrys och familjen bracksteklar. Inga underarter finns listade i Catalogue of Life.